# 宋建朝
宋建朝（1955年7月—），男，汉族，河南洛阳人，中华人民共和国政治人物，曾任中央纪委驻农业部纪检组组长、农业部党组成员。现任第十三届全国政协委员。